# Brezna-See
Der Brezna-See (albanisch Liqeni i Breznës) ist ein natürlicher See im Süden des Kosovo, südwestlich der Stadt Prizren. Der Name des Sees stammt aus dem gleichnamigen Dorf Brezna in der Gemeinde Prizren.